# Branchinella spinosa
Branchinella spinosa är en kräftdjursart som först beskrevs av M. Milne-Edwards 1840.  Branchinella spinosa ingår i släktet Branchinella och familjen Thamnocephalidae. Inga underarter finns listade.